# José Manuel de la Sota
José Manuel de la Sota (Córdoba, 28 de noviembre de 1949-Santa María, 15 de septiembre de 2018) fue un abogado, profesor y político argentino perteneciente al Partido Justicialista y luego al Partido Demócrata Cristiano. Fue uno de los promotores del movimiento autodenominado «renovación peronista» en la década de 1980. Fue diputado nacional por Córdoba, embajador en Brasil, senador nacional y tres veces gobernador de Córdoba.
Falleció en un accidente automovilístico sobre la Ruta Nacional 36, después de que la camioneta en la que se trasladaba embistiera a un camión en su parte trasera. Fue sepultado en el cementerio San Jerónimo de la ciudad de Córdoba el 17 de septiembre de 2018. 

## Biografía

### Comienzos
Cursó el secundario en el Instituto De la Inmaculada (Córdoba) y sus estudios superiores en la Facultad de Derecho y Ciencias Sociales de la Universidad Nacional de Córdoba, donde se recibió de abogado y se desempeñó como docente.
Recién egresado de la Facultad de Derecho, de la Sota se sumó a la Agrupación de Abogados Peronistas. La integraban Hugo Lafranconi (h), Enrique Ashber, Teodoro Funes (h) y el entrerriano Jorge Busti. Se dedicaban a sacar de las comisarías y los cuarteles a militantes peronistas presos por sus actividades proselitistas.
En 1972, se casó con Silvia Zanichelli, hija del exgobernador Arturo Zanichelli. Al año siguiente, el justicialista Juan Carlos Ávalos es elegido intendente de Córdoba. De la Sota es designado Secretario administrativo del Concejo Deliberante de Córdoba por el titular del cuerpo, Miguel Flores.
Al poco tiempo, las divisiones internas en el peronismo de la capital cordobesa y la mala salud determinaron la salida de Ávalos y su reemplazo por el concejal Flores, amigo y aliado del gobernador Obregón Cano. El derrocamiento de éste, avalado por el poder central, produjo la salida de Flores. El 14 de marzo de 1975 José Domingo Coronel asumió la intendencia de Córdoba y designó a de la Sota secretario de Gobierno. El golpe de Estado del 24 de marzo de 1976 disparó la carrera de todos esos hombres y golpeó duramente a la juventud peronista de Córdoba que integraba José Manuel de la Sota.

### Retorno de la democracia
Hacia 1983 el peronismo de Córdoba reconocía la existencia de diferentes agrupaciones internas. El movimiento obrero, identificado mayoritariamente con el peronismo, también estaba dividido en la Confederación General del Trabajo (CGT) -Delegación Córdoba– «Chacabuco» y «Rodríguez Peña», como así también había dos delegaciones de las 62 Organizaciones peronistas que respondían a una y otra central sindical.
Para definir las candidaturas se realizaron elecciones internas, en las cuales obtuvieron el primer y el segundo lugar respectivamente Raúl Bercovich Rodríguez y José Manuel de la Sota.
La fórmula de gobernador y vice fue definida por el Congreso partidario provincial y se conformó por el ganador en las internas, Raúl Bercovich Rodríguez; el segundo término de la fórmula se reservó -siguiendo una práctica usual en el peronismo- a un hombre perteneciente a la rama sindical, correspondiendo en este caso a Alejo Simó, exdirigente de la Unión Obrera Metalúrgica local.

#### El peronismo renovador
Si bien el impacto de la derrota de 1983 fue fuerte, no hubo cuestionamientos importantes -a lo largo de 1984- hacia la dirigencia del partido, y los principales líderes del peronismo de Córdoba mantuvieron una relativa unidad. Existía un generalizado reconocimiento hacia la figura de Raúl Bercovich Rodríguez: era un dirigente de amplia trayectoria y se consideraban importantes sus esfuerzos para lograr la unidad del peronismo de Córdoba.
En el marco del creciente conflicto entre la ortodoxia y la renovación que se desarrollaba a nivel nacional, y que tenía como principales actores a los peronistas de la provincia de Buenos Aires, en Córdoba se fueron definiendo las posiciones. De la Sota se vinculó con la renovación al tiempo que  Bercovich Rodríguez mantuvo una posición ambigua; fue presidente del Congreso de Río Hondo pero también mantuvo contactos importantes con la dirigencia oficial del partido consagrada en el Teatro Odeón y posteriormente con la que resultó del Congreso de La Pampa. De la Sota fue Secretario general de su partido elegido por la Renovación Peronista en Río Hondo.
El partido se dividió a tal punto, que acabó intervenido. En ese marco, las elecciones parlamentarias del 3 de noviembre de 1985 significaron un nuevo fracaso para el Justicialismo. A nivel provincial la U.C.R. obtuvo el 51,55% mientras que el FREJULI obtuvo el 35,09% del total de los sufragios.[cita requerida] En el departamento capital los porcentajes fueron similares. Resultaron elegidos diputados nacionales Raúl Bercovich Rodríguez, José Manuel de la Sota, Ricardo Rojas y Enrique Sella.
En febrero de 1986 se constituyó en Córdoba la corriente renovadora como línea interna del Partido Justicialista. Impulsaban la “urgente normalización del P.J. de la provincia, mediante elecciones que garanticen en forma absoluta e irrestricta el respeto de la voluntad de los afiliados.” Asimismo se conformó el bloque del peronismo renovador en la Cámara de Diputados de la provincia.
La intervención manifestó la voluntad de llevar adelante la normalización del partido, para lo cual sancionó, en 1986, una nueva Carta Orgánica y anunció el llamado a elecciones internas. Las elecciones internas fueron convocadas entre agosto y noviembre de 1986 en cuatro oportunidades y, por diferentes motivos, fueron aplazadas; lo cual generó la opinión -entre los renovadores- de que la intervención pretendía perpetuarse en el tiempo y que ella misma era un obstáculo para la normalización partidaria.
La realización de una elección representó la oportunidad para confrontar la relación de fuerzas. El gobierno de la provincia impulsó en 1986 la reforma de la Constitución provincial, razón por la cual se convocó a la elección de convencionales constituyentes para el 14 de diciembre de ese año. En ese momento existía una amplia identificación entre la intervención del partido, ejercida por Alberto Serú García, y el sector de Bercovich Rodríguez, y las relaciones entre estos -que constituían el oficialismo del partido- con los renovadores eran cada vez más tensas.
El peronismo renovador decidió presentarse a las elecciones al margen del Partido Justicialista oficial y conformó una alianza con la Democracia Cristiana. De la Sota explicó este hecho de la siguiente manera: “Los hombres y mujeres de la renovación nunca tratamos de fracturar al peronismo, sino que hemos buscado alternativas diferentes cuando se nos ha negado el camino de los comicios”.
La U.C.R. ganó con comodidad las elecciones: obtuvo el 42,7% de los sufragios. El frente Democracia Cristiana-Peronismo Renovador se ubicó en el segundo lugar con el 24,8 % de los votos y el Partido Justicialista obtuvo el tercer puesto con el 17,7 %.
Esta derrota marcó el ocaso del sector ortodoxo y la conformación de una nueva coalición dominante, integrada por hombres de la renovación. Ante estos resultados el interventor del partido, Alberto Serú García, presentó su renuncia y José Manuel de la Sota exigió la conformación de una junta electoral partidaria imparcial para que convocara a comicios internos a principios de 1987. Asimismo se produjo un traspaso de miembros de la ortodoxia a la renovación. En efecto, una cantidad importante de convencionales constituyentes elegidos por el PJ figuraban poco tiempo después en el elenco renovador.

#### Reforma provincial polémica
El 29 de diciembre de 1986 de la Sota juró como Vicepresidente 1.º de la Convención Constituyente de la provincia de Córdoba. La presidencia de la Convención fue ejercida por el abogado radical Roberto Lousteau Bidaut, presidente del Tribunal Superior de Justicia de Córdoba que solicitó licencia para ponerse al frente de una asamblea constituyente convocada para reformar el artículo 101 de la Constitución provincial y permitir así la reelección del gobernador Angeloz.
Durante la Convención, las negociaciones políticas iniciadas por el Secretario de la Convención Luis Medina Allende, tendientes a conseguir los votos necesarios para la reforma, acabaron por fracturar el bloque del PJ. Finalmente, de medio de denuncias, incidentes, agresiones físicas y rumores de compra de votos, la reforma tuvo el respaldo de la mayoría necesaria (7 convencionales del PJ votaron a favor).

### Primera candidatura a gobernador (1987) y a vicepresidente (1989)
El nuevo interventor del Partido Justicialista de Córdoba, Julio Mera Figueroa, convocó a elecciones internas -a realizarse el 29 de marzo de 1987- para la nominación de candidato a gobernador, vicegobernador e intendente de la ciudad de Córdoba y para la normalización del partido. Para el 6 de septiembre de ese año estaban previstas las elecciones para la gobernación de la provincia, la municipalidad y la renovación de la Cámara de Diputados de la nación y de la provincia.
En la oportunidad se presentaron tres listas: el Peronismo Renovador, con José Manuel de la Sota, Enrique Gastaldi y Miguel Balestrini como candidatos a gobernador, vice e intendente, respectivamente; Tercera Posición: con César Albrisi, Esteban Llamosas y Hugo Lafranconi; y Reconstrucción Peronista, lista que sólo presentó candidato a intendente, Carlos Risso. Los resultados de las elecciones internas consagraron el liderazgo de la Sota, dado que el Peronismo Renovador obtuvo el 86,98 % de los votos para el candidato a gobernador y el 82,35 % para el candidato a intendente. Debido al triunfo en las internas, José Manuel de la Sota fue consagrado presidente del consejo provincial del P.J.
A nivel nacional fue significativo el avance de los renovadores. En el curso de 1986 se realizaron internas en 16 distritos para elegir autoridades y candidatos a cargos electivos. Los renovadores lograron el control del 50 % de los distritos justicialistas pero la conducción nacional continuó en manos ortodoxas. El congreso partidario realizado en Tucumán los primeros días de noviembre consagró presidente a Vicente Leonides Saadi.

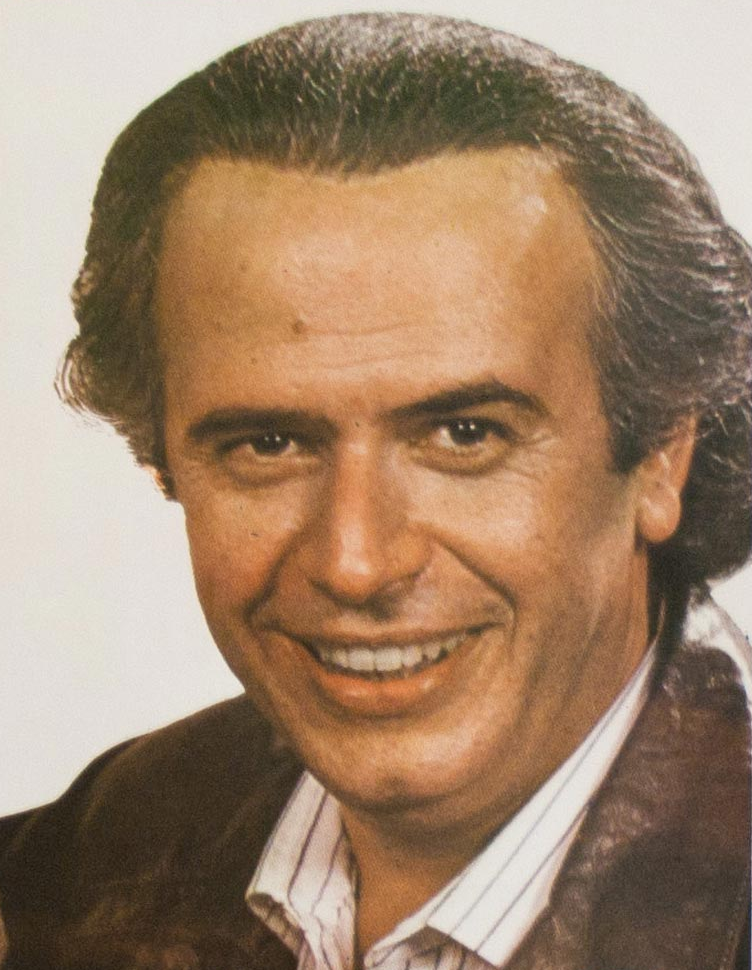
José Manuel de la Sota en 1988

Para las elecciones del 6 de septiembre de 1987 el Partido Justicialista y la Democracia Cristiana se unieron de nuevo, constituyendo el Frente Justicialista de la Renovación (FreJuRe). En Córdoba la conformación de las listas de candidatos evidenció dos novedades importantes en el peronismo. Por un lado, el desplazamiento de los dirigentes sindicales a favor de los políticos, tendencia que se insinuaba desde las elecciones de 1985. La designación de Enrique Gastaldi como candidato a vicegobernador rompía también con una vieja tradición en el peronismo de Córdoba de reservar este lugar para un hombre proveniente del movimiento obrero. Por otro lado, se incorporó al economista Domingo Cavallo en el tercer lugar de la nómina de candidatos a diputados nacionales. La incorporación de este candidato extrapartidario marcó el inicio de un cambio de rumbo en el peronismo, como también el desarrollo de un proceso de liderazgo carismático situacional con proyección nacional.
Las elecciones del 6 de septiembre marcaron una importante recuperación del justicialismo. En efecto, en la provincia la U.C.R. obtuvo el 49,09 % de los sufragios, frente al 44,45 % del FreJuRe. El justicialismo ganó las intendencias de la cuarta y décima ciudades de la provincia -según el Censo de 1980-, San Francisco y Villa Dolores; reduciendo, además, la diferencia que Eduardo Angeloz tuvo con Raúl Bercovich Rodríguez en 1983. En esa oportunidad, Angeloz se había impuesto por más de 230.000 sufragios; ahora la diferencia entre los votos radicales y los votos peronistas era diez veces menor. El PJ se hizo de cuatro provincias en las que la UCR había ganado en 1983: Buenos Aires, Mendoza, Entre Ríos y Misiones. Casi de inmediato, la figura de Cafiero, gobernador electo de Buenos Aires y presidente del Consejo Nacional Justicialista, como candidato natural a la presidencia en 1989 fue desafiada por el gobernador de La Rioja Carlos Menem, quien sin pérdida de tiempo llenó de carteles el país promoviendo su candidatura. 
El enfrentamiento entre Menem y Cafiero se había dejado ver por primera vez en el Congreso de Tucumán de 1986, cuando la participación de Menem y los congresistas de La Rioja y el acercamiento a los ortodoxos provocó que Cafiero se refiriera a él como "renodoxo". En ese contexto, de la Sota integró la fórmula de Antonio Cafiero. Sin embargo, ambos fueron derrotados en las internas del 9 de julio de 1988 por la dupla Menem - Duhalde, rodeada de figuras ortodoxas como el bonaerense Herminio Iglesias, marcando el ocaso del peronismo renovador.

### Embajador en Brasil (1990-1992)
Menem fue proclamado candidato a la Presidencia de la Nación por el Frente Justicialista Popular (FREJUPO), una coalición del justicialismo con otros partidos menores. En las elecciones del 14 de mayo de 1989 fue elegido presidente de la Nación con el 47,49 % de los votos, superando al candidato de la Unión Cívica Radical, Eduardo Angeloz, y sucediendo entonces al Presidente Raúl Alfonsín, al que debió reemplazar seis meses antes de la finalización de su mandato debido a la crisis provocada por la hiperinflación que afectó al país.
En esa elección, De la Sota fue reelegido diputado nacional por Córdoba, pero no llegó a completar su mandato.
Luego de la traumática muerte de una de sus hijas, se divorció de su esposa. El 28 de diciembre de 1989 se casó con Olga Riutort, diputada nacional por San Juan que formaba parte de la renovación peronista.
Tras el triunfo de Menem, varios dirigentes del peronismo renovador se alinearon detrás del primer mandatario. Domingo Cavallo fue designado ministro de relaciones exteriores primero y luego ministro de economía; Manzano se mantuvo al frente del Bloque de Diputados, siendo nombrado ministro del interior en 1991; Carlos Grosso recibió la intendencia de la Ciudad de Buenos Aires y De la Sota fue designado Embajador en Brasil en 1990.

### Segunda candidatura a gobernador (1991)
En 1991, en medio de una polémica interpretación de las cláusulas transitorias de la constitución provincial reformada en 1987, el gobernador Angeloz decide buscar un nuevo mandato. El grueso de los dirigentes del Partido Justicialista de Córdoba se encolumnaron detrás del diputado Humberto Roggero. Sin embargo, la escasa adhesión popular lo hace desistir de la candidatura en plena campaña. En ese contexto, y en la necesidad de impulsar una figura conocida, de la Sota emprende su segundo intento por ser gobernador.
En 1991, en medio de una polémica interpretación constitucional, se postuló para un tercer mandato como gobernador. Superó ampliamente el desafío presentado por el intendente de Córdoba, Ramón B. Mestre, en las elecciones internas del radicalismo.
Sin embargo, la campaña para las elecciones generales del 8 de septiembre de 1991 que empezó con ventaja para Angeloz, se volvió una inesperada competencia cerrada. Luego del desistimiento del riocuartense Humberto Roggero, el peronismo cordobés se refugió de nuevo en la candidatura de José Manuel de la Sota, embajador en Brasil. Este hábil político consiguió el apoyo del ministro de Economía de la Nación Domingo Cavallo, aunque no lograba seducir al presidente Menem.
El 2 de junio de 1991, De la Sota presentó su candidatura a gobernador en el polideportivo General Paz de la Ciudad de Córdoba. Allí habló de la necesidad de un "cambio prudente" en Córdoba a través espacio político más amplio que el justicialismo: "Para ganarle al radicalismo, las listas tendrán más representantes de sectores sociales que dirigentes políticos".
Se conformó rápido una coalición alrededor del P.J. denominada "Unión de Fuerzas Sociales", e integrada por el partido Acción para el Cambio - liderado por el arquitecto Hugo Taboada, ex intendente de Córdoba durante el gobierno militar de Onganía- y la Democracia Cristiana. Con igual criterio que en 1987, eligió como candidato a vicegobernador al vicepresidente de la Confederación Rural Argentina, Carlos Briganti. La lista de diputados nacionales estuvo encabezada por el empresario Carlos Crostelli, del Grupo Minetti. La lista de legisladores provinciales incluyó al dirigente demócrata Sofanor Novillo Corvalán, al Decano de la Facultad de Derecho y Ciencias Sociales de la Universidad Nacional de Córdoba, Rafael Vaggione, y el expresidente de la Asociación Israelita de Córdoba, Arnoldo Lamisovsky.
"Estamos repitiendo en Córdoba el modelo de la Concentración Popular de Ramón J. Cárcano. Un modelo que fue útil para darle a Córdoba un gran gobierno y para ganarle muy bien al radicalismo", repetía De la Sota en su idea de tomar las banderas del conservadorismo local representado por el exlíder demócrata.
En las elecciones internas "abiertas" de la Ciudad de Córdoba, celebradas el domingo 1 de julio, donde podían participar por primera vez personas no afiliadas a ningún partido, Hugo Taboada derrotó a Miguel Balestrini y se convirtió en candidato a intendente de la segunda ciudad del país entonces.
La campaña electoral de la UFS, produjo gran impacto en materia comunicacional. Asesorado por el publicista brasileño Duda Mendonça, realizaron un comercial que presentaba a un indefenso canario en una jaula a la que rondaba un gato: era una brutal metáfora de la sensación de inseguridad que existía por la sucesión de secuestros extorsivos en todo el país.
En Córdoba secuestraron al hijo del presidente de la Unión Industrial, Juan Carlos Negrini, y a Shirley Dadone de Unzueta, la esposa de un reconocido acopiador de granos que fue candidato a intendente por el radicalismo de Pueblo Italiano, una pequeña ciudad del ineterior de Córdoba. Pero a escasas 48 horas de los comicios, reaparecieron ambas personas y Angeloz cerró su campaña exultante: "el gato ya no aparece más, tiene la voz afeminada y lo castré a tiempo".
No obstante el hecho de tener el apoyo del ministro Cavallo, el círculo de gente cercana a De la Sota sospechaba un pacto entre Menem y Angeloz. Primero, la desersión de muchos dirigentes menemistas de las listas de candidatos en Córdoba; luego, la reunión entre el ministro del interior Manzano y el gobernador Angeloz. En la elección del 8 de septiembre de 1991, el gobernador Angeloz obtuvo el 52,03 % de los votos frente al 36,49 % de la coalición peronista. El justicialismo retuvo la Intendencia de San Francisco y ganó la de Río Tercero, por entonces las cuarta y quinta ciudades de la provincia. En esa oportunidad dijo: "Abraham Lincoln perdió muchas elecciones antes de ser presidente de los Estados Unidos. En política nunca hay derrotas ni victorias permanentes".

### Desplazamiento político
La derrota electoral de 1991, le restó apoyos entre sus propios seguidores. Muchos lo consideraban el "eterno perdedor" o "mariscal de la derrota".
El menemismo, expresado en Córdoba por el ministro de Acción Social de la Nación Julio C. Aráoz, decidió desafiar el liderazgo de De la Sota y enfrentarlo en la elección parlamentaria de 1993. Pero no fue el único.
El ministro Cavallo, metido de lleno en la política cordobesa, impulsó la formación del Frente Justicialista Cordobés integrado por el secretario de industria de la Nación, Juan Schiaretti y los exdirigentes delasotistas Humberto Roggero, Miguel D'Alessandro, Oscar Félix González y Miguel Balestrini.
En las internas de julio de 1993, y en medio de controversias por el manejo de los padrones electorales, De la Sota sufrió su primera derrota interna en Córdoba. Sin embargo, la campaña de denuncias contra el fraude que inició arrastró a la derrota a la lista de diputados nacionales del P.J. en la votación general del 3 de octubre, que alcanzó a retener cuatro bancas en la cámara baja del Congreso Nacional.

### Senador Nacional (1995-1999)
En un acuerdo de unidad, la presidencia del Partido Justicialista de Córdoba quedó en manos del diputado Humberto Roggero. El peronismo cordobés convirtió al juez Guilleromo Johnson en su candidato a gobernador en 1995, quien luego será derrotado por el radical Ramón Mestre, y a De la Sota en senador nacional en representación de la primera minoría.
El lunes 11 de septiembre de 1995 a las tres de la tarde, la Asamblea Legislativa presidida por el vicegobernador Luis Molinari Romero, designó senadores nacionales por Córdoba al radical Angeloz (90 votos) y de la Sota (77 votos).
Ambos hombres atravesaban un momento político de dificultad. El 70 % de los cordobeses se oponía a la designación del exgobernador radical y el 40 % a la de su adversario. De la Sota aseveró: "Durante los últimos once años he sido la voz de la oposición en Córdoba y les pido a quienes votaron por Angeloz y hoy no lo quieren como senador, que piensen que el voto no es impune y también hace responsable a quien lo emite".
Desde su banca en la Cámara de Senadores de la Nación Argentina, de la Sota impulsó varios proyectos con un único objetivo: alcanzar la gobernación de Córdoba en 1999.

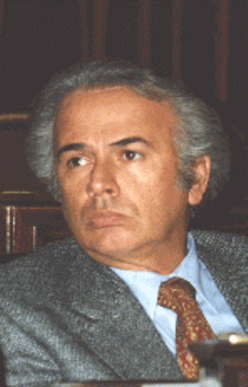
José Manuel de la Sota ejerciendo el cargo de Senador

El primer proyecto que presentó buscaba derogar la inmunidad parlamentaria prevista en los artículos 69 y 70 de la Constitución Nacional, a través de una reforma constitucional convocada para 1997. En los fundamentos del proyecto decía: "Ciertos comportamientos ilícitos, genéricamente incluidos en el término corrupción, .[cita requerida]han sido frecuentes en nuestra vida política reciente, llegando en algunos casos a ser causa coadyuvante de profundas crisis de algunos estados provinciales" en referencia al exgobernador Angeloz que se negaba a a abandonar sus fueros para someterse a la justicia.
Sus proyectos estaban en sintonía con la demanda social de mayor transparencia en la gestión pública y sus iniciativas se orientaron en ese sentido.[cita requerida]
En julio de 1996, presentó una propuesta para establecer un régimen especial de desarrollo de la olivicultura en Cruz del Eje, Córdoba, en el marco de un corte de ruta impulsado por los pobladores de la zona que reclamaban por el desempleo..[cita requerida]

#### La Ley de Convertibilidad Fiscal
En marzo de 1998, de la Sota presentó su proyecto de ley más ambicioso: la Ley de Convertibilidad Fiscal. La iniciativa, que contó con el apoyo de casi todo el Bloque de Senadores Justicialista, apuntaba a equilibrar a los ingresos y los egresos del Estado nacional para frenar el déficit fiscal y controlar el gasto público. El Poder Ejecutivo no podría aumentar el gasto más allá del incremento del Producto Bruto Interno, ni utilizar recursos corrientes para pagar intereses de la deuda pública; los que deberían financiarse con nuevos créditos, venta de activos públicos, privatizaciones o superávit fiscal corriente.
El proyecto lo colocó en el escenario político nacional en una posición cercana al menemismo. Entre los fundamentos de su proyecto decía: "Muchos analistas políticos han interpretado el resultado de las elecciones de 1997 como una demanda de la población para tener un sector público más eficiente. Queremos enfocar en el sector público el puntapié inicial para las reformas de segunda generación a través de un conjunto de tres leyes que interactuarán entre sí: encauzar el gasto público y el endeudamiento; acompañar esto con una reforma impositiva de fondo, y transparentar el manejo de la cosa pública para llegar a un estado cristalino".
Para ganar la confianza de los grupos inversores se requieren medidas fiscales conservadoras que permitan cierta planificación. En ese sentido, de la Sota planteó no aumentar, por un plazo de diez años, los cuatro principales impuestos nacionales que destinan a la Coparticipación Federal de Impuestos. Para completar el proyecto, propuso una reforma integral del sistema tributario nacional que contemplara la creación de un Impuesto a las Ventas finales con una alícuota no superior al 15 %, un incremento del Impuesto a las Ganancias, la implementación de un impuesto sobre el patrimonio neto de las personas y la supresión del Impuesto al Valor Agregado (IVA).
El Congreso de la Nación Argentina sancionó al poco tiempo la Ley de Convertibilidad Fiscal con bastantes modificaciones, aunque nunca impulsó la reforma fiscal. Cuando asumió el gobierno Fernando de la Rúa, el déficit fiscal amenazaba descontrolarse y el ministro de economía José Luis Machinea aplicó una política inversa a la propuesta del senador de la Sota: aumentó los impuestos y redujo salarios, provocando una mayor contracción económica.

### Primer mandato como Gobernador de Córdoba (1999-2003)
A lo largo de 1998 logró que el Partido Justicialista lo avalara de nuevo para una tercera candidatura a gobernador de la provincia. Con una efectiva campaña proselitista, que incluyó como propuesta central la reducción del 30 % de los impuestos provinciales, el 20 de diciembre de 1998 de la Sota derrumbó la hegemonía radical en Córdoba al vencer en la elección general. Su triunfo ante el radical Ramón Mestre, quién apostaba a la reelección, se consolidó en más de 9 puntos de ventaja (49,49 por ciento de los votos válidos emitidos frente al 40,47 % de la U.C.R.), tomando posesión del cargo el 12 de julio de 1999.
El contexto del primer período de su gobierno no fue de orden y progreso. Conforme los márgenes operativos de las provincias se deterioraban por el menor crecimiento económico, crecía la necesidad de reducir los gastos corrientes y tomar deuda. Las malas políticas del gobierno federal repercutían en los gobiernos subnacionales. El deterioro de las finanzas públicas a partir de enero de 2000, alteró la ecuación fiscal de la provincia. De la Sota apeló a la emisión de cuasimoneda -las Letras de Cancelación de Obligaciones de Córdoba (Lecor)- para no caer en cesación de pagos. La administración provincial utilizó una millonaria asistencia crediticia del Banco Interamericano de Desarrollo (BID) para lograr el equilibrio del presupuesto del año 2002, en medio del caos económico y financiero por el que atravesaba el país, y el rescate de las LECOR -125 millones de dólares-.
En materia de impuestos, el gobernador cumplió su promesa electoral de recortar en un 30 % los impuestos provinciales -inmobiliario Urbano y Rural, Ingresos Brutos y Sellos- con la firma del decreto n.º 1538/99. En cuanto al Impuesto Inmobiliario Rural, de la Sota mantuvo la valuación fiscal vigente desde 1993 sin variaciones. 
En materia de obras públicas, mediante un crédito de 215 millones de dólares otorgado por el  BID en el año 2000, se financió la construcción de 12 mil viviendas para sectores carenciados y 244 nuevas escuelas; con un plazo de devolución de 20 años. En tanto que, a través de otro préstamo concedido por el Banco Mundial (BM), se realizó la ampliación y mejora de 4500 kilómetros de rutas provinciales no concesionadas a través del Programa Caminos Provinciales II.[cita requerida]
En materia de reforma administrativa, se impulsaron nuevos derechos para los habitantes de la provincia a través de la sanción de la Carta de Derechos del Ciudadano -Ley n.º 8835/00- que, entre otras cosas, reconoce la tutela de los intereses colectivos y los intereses difusos; y crea el Ente Regulador de Servicios Públicos (ERSEP), para regular la calidad de los servicios en la provincia; a ampliación del número de ministerios y la unificación y digitalización del sistema de mesa de entradas y salidas de la provincia; la incorporación de capital privado al Banco provincia de Córdoba; y la racionalización del personal de la administración pública provincial a través de la reducción de las edades jubilatorias (Ley n.º 9045/02) y la creación del Régimen de Pasividad Anticipada Voluntaria (Ley n.º 8836/00), hechos que, si bien contribuyeron a la liberación de puestos de trabajo especializados -Salud y Educación- bajando los costos operativos del Gobierno, engrandecieron el déficit del sistema previsional.
En cuanto a la estructura de la Administración Pública provincial, promovió la reapertura y extensión de los servicios públicos restringidos bajo la Ley de Emergencia Pública del gobernador Mestre. Se reabrieron escuelas, en todos los niveles de enseñanza, se amplió las redes de atención hospitalaria y las prestaciones a cargo del Instituto provincial de Atención Médica (IPAM) -la tercera mayor obra social estatal del país-.
En materia constitucional, impulsó la reforma a la Constitución de la provincia de Córdoba de 2001 que estableció un nuevo mecanismo de representación legislativo -estableció el Sistema Parlamentario Unicameral-, modificó la forma de nominación de candidatos a cargos públicos electivos y la supresión de privilegios parlamentarios.

#### Gabinete gubernamental
De la Sota nombró el siguiente gabinete al momento de asumir:
| Ministerios del Primer Gobierno de José Manuel de la Sota | Ministerios del Primer Gobierno de José Manuel de la Sota | Ministerios del Primer Gobierno de José Manuel de la Sota |
| Cartera                                                   | Titular                                                   | Período                                                   |
| --------------------------------------------------------- | --------------------------------------------------------- | --------------------------------------------------------- |
| Ministro de Gobierno                                      | Oscar González                                            | 1 de septiembre de 1999 -                                 |
| Ministro de Finanzas                                      | José María las Heras                                      | 12 de julio de 1999 -                                     |
| Ministro de Educación                                     | Juan Carlos Maqueda                                       | 12 de julio de 1999 -                                     |
| Ministro de Obras Públicas                                | Carlos Caserio                                            | 12 de julio de 1999 - 10 de diciembre de 2003             |
| Ministro de Producción                                    | Juan Schiaretti                                           | 12 de julio de 1999 -10 de diciembre de 2003              |
| Ministro de Solidaridad                                   | Herman Olivero                                            | 12 de julio de 1999 -                                     |
| Ministro de Salud                                         | Héctor Villafañe                                          | 12 de julio de 1999 -                                     |
| Ministro de Justicia                                      | Carlos Lascano                                            | 12 de julio de 1999 -                                     |
| Secretaría General de la Gobernación                      | Olga Riutort                                              | 12 de julio de 1999 - 2002                                |
| Fiscalía de Estado                                        | Domingo Carbonetti                                        | 12 de julio de 1999 -                                     |

### Segundo mandato como Gobernador de Córdoba (2003-2007)

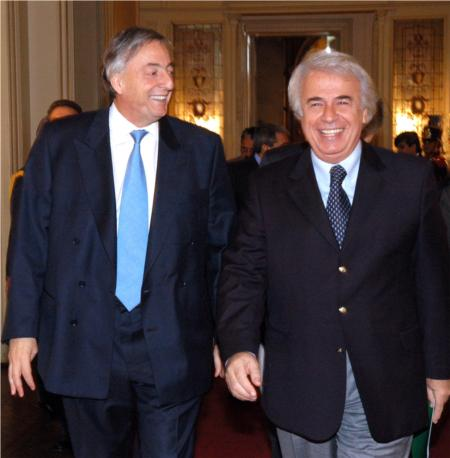
Junto al entonces Presidente de la Nación Argentina Kirchner

Aunque no logró alcanzar la candidatura a la presidencia de la Nación por parte del justicialismo, su gestión como gobernador de Córdoba luego fue respaldada en la elección general del 8 de junio de 2003. Allí, la fórmula De la Sota - Juan Schiaretti se impuso con el 51,84 % de los votos válidos al binomio radical Oscar Aguad - Antonio Rins, que cosechó el 37,23 % de las adhesiones. 
A partir de 2004, con el deterioro de las remesas por Coparticipación Federal de Impuestos, surgieron los "fondos especiales" para compensar el impacto fiscal de la rebaja impositiva del 30 por ciento. Estos fondos no tributarios se constituyeron por tasas específicas sobre ciertas actividades de producción o determinados consumos de servicios públicos, y no son coparticipables a los municipios de Córdoba.
En sus más de ocho años de gobierno, de la Sota se consolidó como hacedor de obras públicas con una política económica de bajos impuestos en alianza con el sector agropecuario de Córdoba.[cita requerida]

#### Gabinete gubernamental
De la Sota nombró el siguiente gabinete al momento de asumir:
| Ministerios del Segundo Gobierno de José Manuel de la Sota | Ministerios del Segundo Gobierno de José Manuel de la Sota | Ministerios del Segundo Gobierno de José Manuel de la Sota |
| Cartera                                                    | Titular                                                    | Período                                                    |
| ---------------------------------------------------------- | ---------------------------------------------------------- | ---------------------------------------------------------- |
| Ministro de Gobierno                                       | Eduardo Accastello                                         | 10 de diciembre de 2003 -10 de diciembre de 2005           |
| Ministro de Finanzas                                       | Ángel Mario Elettore                                       | 10 de diciembre de 2003 -                                  |
| Ministro de Educación                                      | Amelia López                                               | 10 de diciembre de 2003 -                                  |
| Ministro de Obras y Servicios Públicos                     | Oscar Santarelli                                           | 10 de diciembre de 2003 -                                  |
| Ministro de Producción y Trabajo                           | Adriana Nazario                                            | 10 de diciembre de 2003 -                                  |
| Ministro de Seguridad                                      | Carlos Alesandri                                           | 10 de diciembre de 2003 -                                  |
| Ministro de Salud                                          | Roberto Chuit                                              | 10 de diciembre de 2003 -                                  |
| Secretario de Justicia                                     | Héctor David                                               | 10 de diciembre de 2003 -                                  |
| Secretaría General y de Información Pública                | Marcelo Falo                                               | 10 de diciembre de 2003 -                                  |
| Fiscalía de Estado                                         | Félix Antonio López Amaya                                  | 10 de diciembre de 2003 -                                  |

### Tercer mandato como Gobernador de Córdoba (2011-2015)

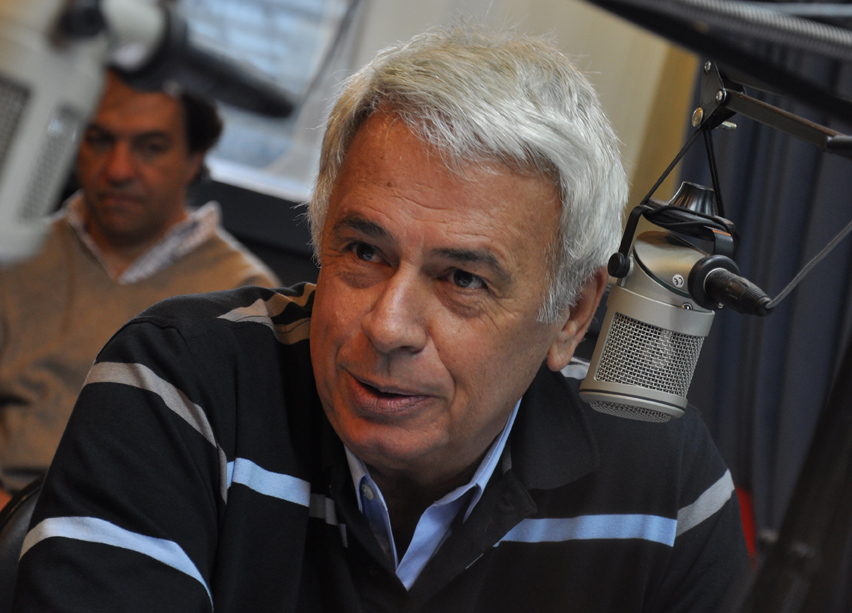
De la Sota durante una entrevista en 2011

En 2007 apoyó la candidatura a Gobernador de Juan Schiaretti, quién triunfó en las elecciones del 2 de septiembre de ese año por sobre el candidato independiente Luis Juez. Luego de un agitado proceso electoral, con denuncias de fraude por sus opositores, el día 10 de diciembre de 2007 terminó su último periodo como Gobernador de Córdoba siendo su sucesor el Contador Juan Schiaretti.
Con el interregno de un mandato, volvió a postularse como candidato a gobernador de Córdoba por Unión por Córdoba, la coalición de partidos formada por de la Sota en 1998. Logró reinventar su imagen como un dirigente moderado y dialoguista, en diferencia con el estilo confrontativo y polémico del senador Juez, bajo un exitoso anuncio televisivo titulado «Aprendí» y el lema «el cambio que sigue». Detrás de su candidatura, logró unificar de momento a todos los sectores del peronismo; imponiéndose en la elección del 7 de agosto de 2011 en 25 de los 26 departamentos de la provincia, con el 42,61 % de los votos sobre los candidatos del Frente Cívico y Social, Luis Juez, y de la Unión Cívica Radical, Oscar Aguad.
El 10 de diciembre de 2011, al tomar posesión del cargo de Gobernador de Córdoba, emitió el decreto n.º 2596/11 poniendo en funcionamiento el Boleto educativo gratuito -un esquema de pasajes de transporte interurbano y urbano gratuito para los estudiantes, docentes y auxiliares de los tres niveles educativos-.

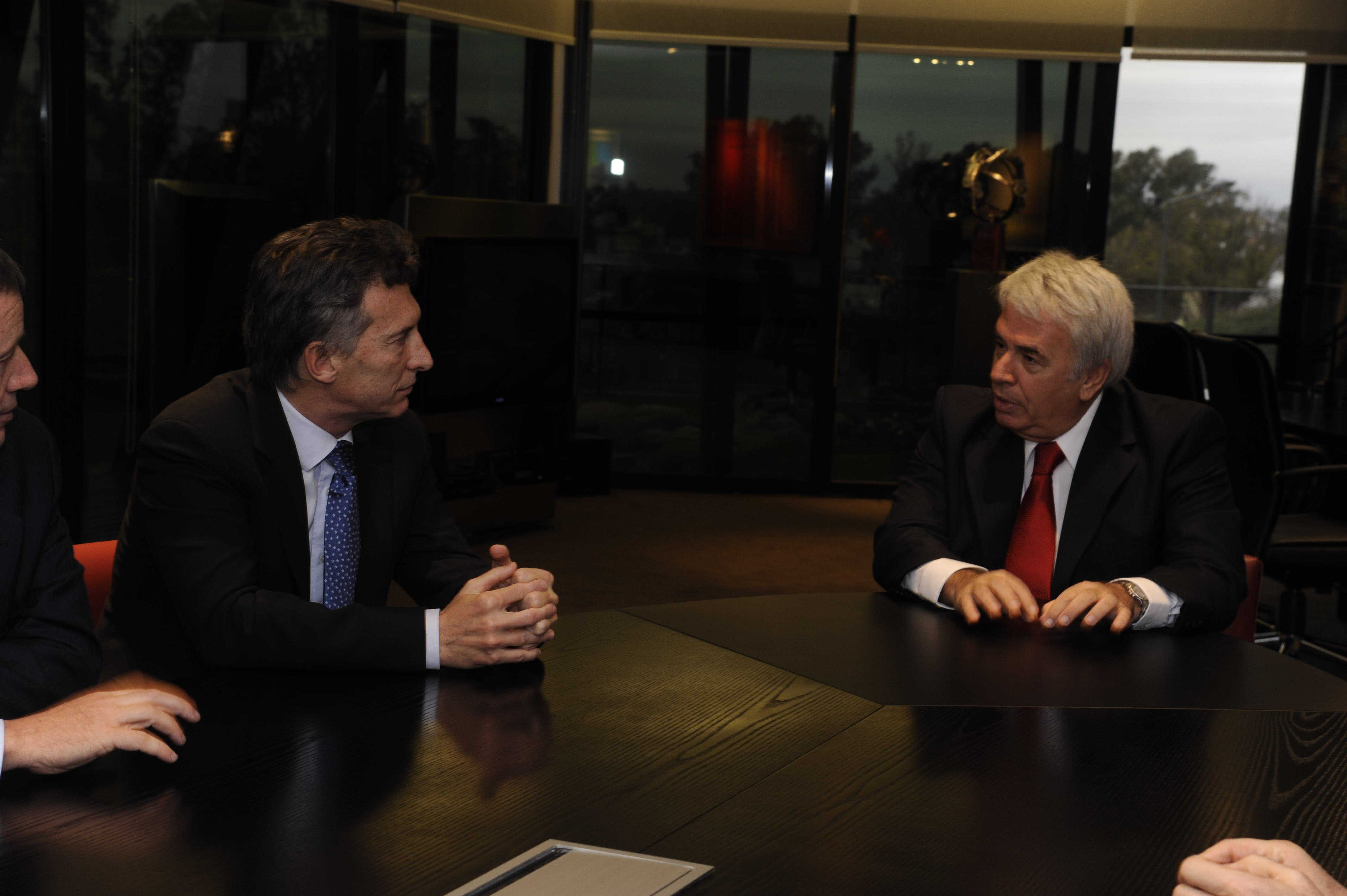
El Gobernador de Córdoba junto a Macri en 2012

En segundo lugar, puso en marcha el Programa provincial de Medicamentos, a través del decreto n.º 2597/11, destinado a brindar los medicamentos prescriptos a pacientes ambulatorios de los establecimientos asistenciales públicos, sin cobertura social.
En cuanto a las acciones de promoción artística, de la Sota firmó el decreto n.º 2598/11 eximición del pago de los impuestos sobre los Ingresos Brutos y sellos a las actividades de producción, representación, composición e interpretación de eventos culturales o espectáculos musicales, artísticos y circenses que se realicen en la Provincia de Córdoba. El mismo fue ratificado, luego, por dos leyes provinciales.
Su actitud frente al grupo de Facebook «1.000 personas para ponerle una batiseñal al faro del bicentenario» fue criticada por considerarse que un gobernador no debía fijarse, ni enfrentarse a algo tan banal. La discordia le dio valor al grupo integrándolo a la cultura popular cordobesa.
En mayo de 2012. la Legislatura provincial aprobó una de sus medidas más controversiales, mediante una ley que ordenaba el cierre de todos los prostíbulos de la provincia de Córdoba, medida que De la Sota justificó como parte de la lucha contra la trata de personas. 

#### Gabinete gubernamental
De la Sota nombró el siguiente gabinete al momento de asumir:
| Ministerios del Tercer Gobierno de José Manuel de la Sota | Ministerios del Tercer Gobierno de José Manuel de la Sota | Ministerios del Tercer Gobierno de José Manuel de la Sota |
| Cartera                                                   | Titular                                                   | Período                                                   |
| --------------------------------------------------------- | --------------------------------------------------------- | --------------------------------------------------------- |
| Jefe de Gabinete                                          | Oscar González                                            | 10 de diciembre de 2011 - 10 de diciembre de 2013         |
| Ministro de Finanzas                                      | Ángel Mario Elettore                                      | 10 de diciembre de 2011 -                                 |
| Ministro de Educación                                     | Walter Grahovac                                           | 10 de diciembre de 2011 -                                 |
| Ministro de Obras Públicas                                | Hugo Testa                                                | 10 de diciembre de 2011 -                                 |
| Ministro de Agricultura                                   | Néstor Scalerandi                                         | 10 de diciembre de 2011 -                                 |
| Ministro de Transporte                                    | Dante Heredia                                             | 10 de diciembre de 2011 -                                 |
| Ministro de Seguridad                                     | Alejo Paredes                                             | 10 de diciembre de 2011 -                                 |
| Ministro de Industria                                     | Jorge Lawson                                              | 10 de diciembre de 2011 -                                 |
| Ministro de Agua y Energía                                | Manuel Calvo                                              | 10 de diciembre de 2011 -                                 |
| Ministro de Planificación                                 | Héctor Paglia                                             | 10 de diciembre de 2011 -                                 |
| Ministro de Ciencia                                       | Roger Illanes                                             | 10 de diciembre de 2011 -                                 |
| Ministro de Salud                                         | Carlos Simon                                              | 10 de diciembre de 2011 -                                 |
| Ministro de Desarrollo Social                             | Daniel Passerini                                          | 10 de diciembre de 2011 -                                 |
| Ministro de Justicia                                      | Graciela Chayep                                           | 10 de diciembre de 2011 -                                 |
| Ministro de Trabajo                                       | Omar Dragún                                               | 10 de diciembre de 2011 -                                 |
| Ministro de Administración                                | Mónica Zornberg                                           | 10 de diciembre de 2011 -                                 |
| Fiscalía de Estado                                        | Jorge Córdoba                                             | 10 de diciembre de 2011 -                                 |

### Precandidatura a la presidencia (2014)
El 1 de diciembre de 2014, en un acto en la Ciudad de Buenos Aires, fue proclamado como precandidato presidencial por el Partido Demócrata Cristiano con la presencia de su aliado, el sindicalista rural Gerónimo "Momo" Venegas del Partido FE, Julio Bárbaro, el diputado nacional (ex duhaldista) Carlos Brown, Carlos Campolongo, entre otros.

...“Toda la vida he sido un demócrata, y soy y seré un cristiano, así que me siento en casa. Soy uno más de ustedes y les pido que me acompañen a la Presidencia de la Nación". (EXTRACTO DEL DISCURSO ACEPTANDO LA PROCLAMACIÓN PRECANDIDATURA PRESIDENCIAL DEL PDC)
José Manuel de la Sota

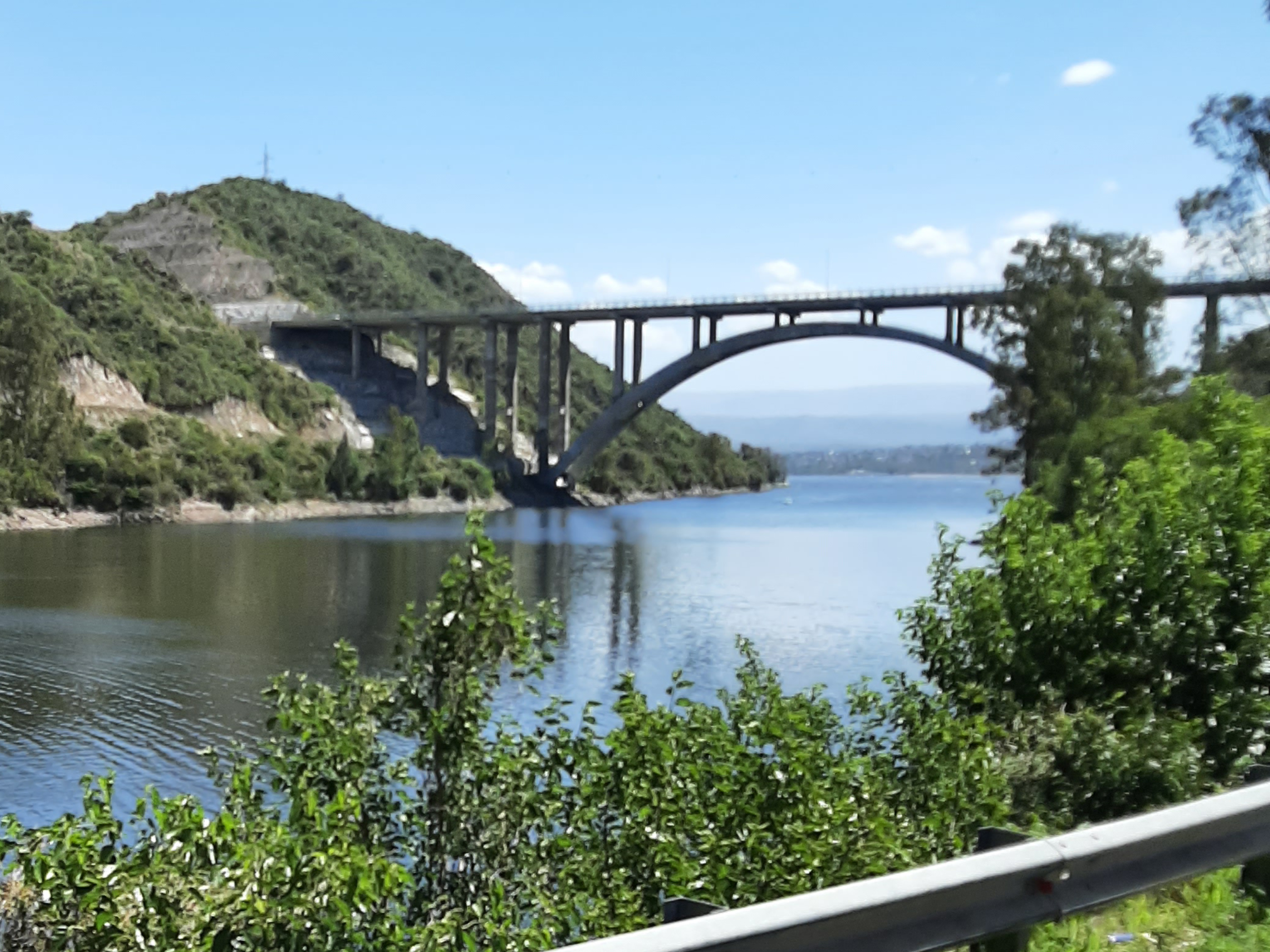
Puente Gdor. José Manuel De la Sota

El 29 de abril de 2015, José Manuel de la Sota dio a conocer el acuerdo entre el Partido Demócrata Cristiano que lo proclamó como precandidato presidencial de cara al 2015 y el Frente Renovador que dirige Sergio Massa, para competir entre sí en las Primarias Abiertas Simultáneas y Obligatorias (PASO) nacionales que se realizarán el 9 de agosto, bajo el lema "Argentina Unida".
Los candidatos a las elecciones presidenciales serán elegidos primero a nivel partidario y luego en elecciones primarias a nivel país (PASO) en agosto. Para participar en las PASO 2015, el  Partido Demócrata Cristiano es parte de la alianza electoral transitoria UNA (Unidos por una Nueva Alternativa) integrada además del PDC por: el Partido Renovador Federal (Sergio Massa), Celeste y Blanca (Francisco de Narváez),  Unión Popular,  MID, y Tercera Posición (Graciela Camaño).

### Fallecimiento

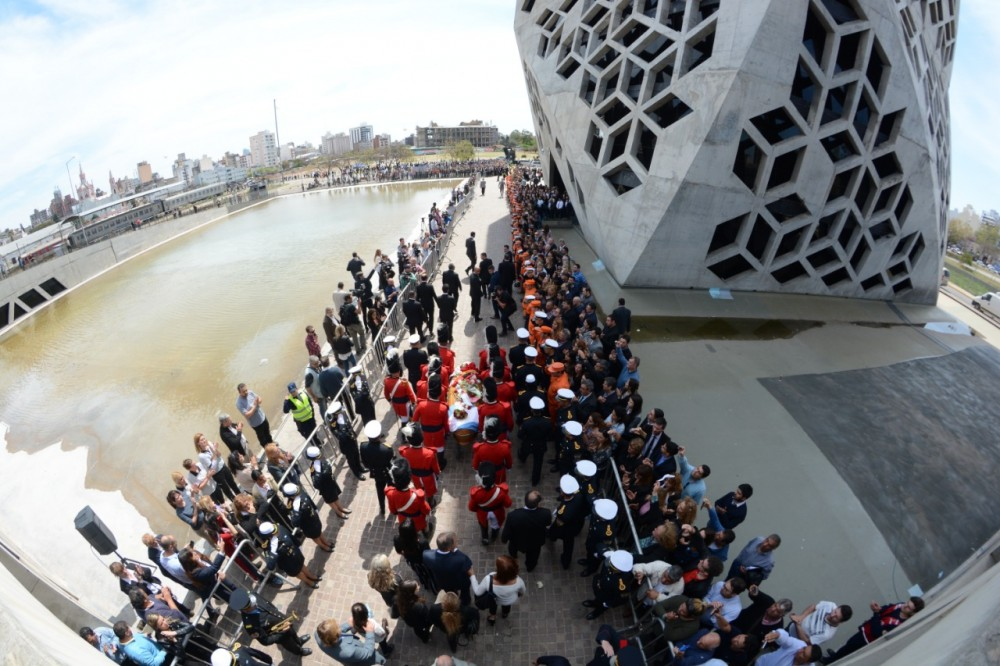
El cuerpo de José Manuel de la Sota es trasladado al cementerio San Jerónimo tras su despedida en el centro cívico de Córdoba.

Aproximadamente a las 20:00 del 15 de septiembre de 2018, de la Sota circulaba con su camioneta, una Volvo XC60, por una recta de la autovía Córdoba-Río Cuarto con destino a la ciudad de Córdoba. Al llegar al kilómetro 781 de la mencionada vía, su vehículo impactó con la parte trasera de un camión que circulaba en el mismo sentido (tres kilómetros antes del cruce de Alto Fierro con la Ruta provincial C 45). El choque fue muy violento y la parte frontal de la camioneta quedó literalmente desintegrada. La división forense de Policía provincial confirmó que José Manuel de la Sota había fallecido en el acto.
Sus exequias se hicieron en el centro cívico de la capital provincial, asistiendo gran cantidad de personas. Durante dos días, el cuerpo del exgobernador fue despedido por sus familiares, amigos, dirigentes políticos locales y nacionales. Estuvieron presentes, entre otras personalidades de la política, el ministro de Interior, Rogelio Frigerio, el de Defensa, Oscar Aguad, además del líder del Frente Renovador, Sergio Massa, y el gobernador en ejercicio Juan Schiaretti; quien expresó: «Yo sé que desde el cielo vas a estar velando por los cordobeses y por que haya unión entre los argentinos».

## Vida personal
Comenzó un noviazgo con Silvia Zanichelli, hija del exgobernador radical Arturo Zanichelli, a fines de la década de 1960. La pareja se casó en 1972 y tuvieron tres hijas: Candelaria, Natalia y Agustina. Agustina falleció en 1987, a los cinco años de edad, al ahogarse en la piscina de su casa.
En diciembre de 1989 se casó con Olga Riutort, ex legisladora nacional por San Juan, con quien conformó una alianza conyugal y política. Ruitort lo acompañó durante su primera gobernación, ocupando el lugar de Secretaría General de la Gobernación. En 2004 se separaron y al poco tiempo se divorciaron.
Desde 2005 y hasta su muerte estuvo en pareja con Adriana Nazario, quien había sido su ministra de la Producción.

## Historia electoral
Resultados electorales
- 30/10/1983 Elección para intendente de Córdoba

| Candidato              | Partido                   | Votos   | Porcentaje |
| ---------------------- | ------------------------- | ------- | ---------- |
| Ramón B. Mestre        | Unión Cívica Radical      | 301.194 | 54,9%      |
| José Manuel de la Sota | Partido Justicialista     | 214.490 | 39%        |
| Hugo F. Taboada        | Mov. de Int. y Desarrollo | 20.349  | 3,7%       |

- 06/09/1987 Elección para gobernador y vice

| Fórmula               | Partido/Alianza                | Votos   | Porcentaje |
| --------------------- | ------------------------------ | ------- | ---------- |
| Angeloz - Negri       | Unión Cívica Radical           | 729.927 | 49,09%     |
| De la Sota - Gastaldi | Frente Justicialista Renovador | 661.016 | 44,45%     |

- 08/09/1991 elección para gobernador y vice

| Fórmula               | Partido/Alianza       | Votos   | Porcentaje |
| --------------------- | --------------------- | ------- | ---------- |
| Angeloz - Grosso      | Unión Cívica Radical  | 781.884 | 52,03%     |
| De la Sota - Briganti | Partido Justicialista | 548.272 | 36,49%     |

- 20/12/1998 elección para gobernador y vice

| Fórmula                | Partido/Alianza   | Votos   | Porcentaje |
| ---------------------- | ----------------- | ------- | ---------- |
| De la Sota - Kammerath | Unión por Córdoba | 793.916 | 49,59%     |
| Mestre - Abella        | Alianza           | 615.578 | 40,47%     |

- 08/06/2003 elección para gobernador y vice

| Fórmula                 | Partido/Alianza      | Votos   | Porcentaje |
| ----------------------- | -------------------- | ------- | ---------- |
| De la Sota - Schiaretti | Unión por Córdoba    | 819.902 | 51,84%     |
| Aguad - Rins            | Unión Cívica Radical | 588.932 | 37,23%     |

- 08/08/2011 Elección para Gobernador y Vice

| Fórmula             | Partido/Alianza      | Votos   | Porcentaje |
| ------------------- | -------------------- | ------- | ---------- |
| De la Sota - Pregno | Unión por Córdoba    | 747.110 | 42,61%     |
| Juez - Gatica       | Frente Cívico        | 517.181 | 29,49%     |
| Aguad - Roulet      | Unión Cívica Radical | 402.311 | 22,94%     |